# The Mollusk
The Mollusk är det amerikanska rockbandet Weens sjätte studioalbum, släppt den 24 juni 1997. Två singlar släpptes från albumet, "Mutilated Lips" och "Ocean Man". The Mollusk är ett konceptalbum. Både Dean Ween och Gene Ween tycker att det är deras bästa album, och Dean Ween har sagt att The Mollusk är den enda skivan bandet har gjort som han var väldigt självsäker om.
Albumets omslag gjordes av Storm Thorgerson, som är känd för att ha gjort omslagen till flera av Pink Floyds album (The Dark Side of the Moon till exempel). Efter att Thorgerson lyssnade på The Mollusk gillade han Ween så mycket att han bestämde sig för att göra all omslag associerad med albumet helt gratis.
Stephen Thomas Erlewine från AllMusic gav albumet 4.5 av 5 i betyg. Rolling Stone gav albumet 4 av 5 i betyg. Jason Josephes från Pitchfork gav albumet 9.7 av 10 i betyg, och tyckte att The Mollusk var möjligen det bästa albumet släppt 1997. Enligt Josephes är den bästa låten på albumet "It's Gonna Be (Alright)".

## Låtlista
Alla låtar skrevs av Gene Ween och Dean Ween.
1. "I'm Dancing in the Show Tonight" - 1:56
2. "The Mollusk" - 2:37
3. "Polka Dot Tail" - 3:20
4. "I'll Be Your Johnny on the Spot" - 2:01
5. "Mutilated Lips" - 3:49
6. "The Blarney Stone" - 3:14
7. "It's Gonna Be (Alright)" - 3:19
8. "The Golden Eel" - 4:04
9. "Cold Blows the Wind" - 4:28
10. "Pink Eye (On My Leg)" (instrumental) - 3:13
11. "Waving My Dick in the Wind" - 2:12
12. "Buckingham Green" - 3:19
13. "Ocean Man" - 2:07
14. "She Wanted to Leave" - 4:26

## Musiker
Ween
- Dean Ween - gitarr, sång
- Gene Ween - gitarr, sång
- Dave Dreiwitz - bas
- Glenn McClelland - keyboard
- Claude Coleman, Jr. - trummor, slagverk

Andra musiker
- Kirk Miller - ljudeffekter
- Mean Ween - bas
- Bill Fowler - gitarr, bas